# Distrikt Kanungu
Kanungu ist ein Distrikt in Westuganda. Die Hauptstadt des Distrikts ist Kanungu.

## Lage
Der Distrikt Kanungu grenzt im Norden und Osten an den Distrikt Rukungiri, im Südosten an den Distrikt Kabale, im Südwesten an den Distrikt Kisoro und im Westen an die Demokratische Republik Kongo.

## Geschichte
Mehrere Massenmorde und Massenselbstmorde wurden von der Sekte Bewegung zur Wiederherstellung der Zehn Gebote in Kanungu durchgeführt.

## Demografie
Die Bevölkerungszahl wird für 2020 auf 277.300 geschätzt. Davon lebten im selben Jahr 20,2 Prozent in städtischen Regionen und 79,8 Prozent in ländlichen Regionen.
| Zensusjahr | Einwohnerzahl |
| ---------- | ------------- |
| 1991       | 160.708       |
| 2002       | 204.732       |
| 2014       | 252.144       |

## Wirtschaft
Die Landwirtschaft ist die Hauptstütze der Wirtschaft des Distrikts, wie dies bei den meisten anderen Regionen des Landes der Fall ist. Die fruchtbaren Böden und das gute Klima ermöglichen ausreichende Produkte für den Eigenverbrauch und dazu Überschüsse für den Verkauf. Aufgrund der Abgeschiedenheit des Distrikts und des bergigen Geländes bleibt die Markteinführung der Produkte jedoch eine Herausforderung und ein Hindernis für eine Steigerung der Produktion.